# Jean Chrétien Treitlinger
Jean Chrétien Treitlinger, né le 11 septembre 1717 à Strasbourg et mort le 19 août 1792 dans la même ville, est un jurisconsulte protestant alsacien, professeur de droit à l'Université de Strasbourg et chanoine au chapitre de Saint-Thomas. Il est l'auteur de plusieurs ouvrages juridiques.

## Iconographie
En 1789 Joseph Meiling (Melling ?) peignit son portrait, aujourd'hui visible dans une salle du Chapitre, réuni à deux autres toiles du peintre en triptyque, qui mettent en scène Jean Frédéric Frid (1708-1794), professeur de droit et de philosophie, et Jean-Jérémie Brackenhoffer (1723-1789), professeur de mathématiques et ancien doyen du Chapitre.
Un portrait gravé (1750?) est consultable sur vidéodisque ou en ligne.